# Синтелон
Синтелон АД је предузеће из Србије са седиштем у Бачкој Паланци. Бави се израдом тепиха, подних облога и паркета. Сувласник са преко 60% акцијског капитала је фирма Таркет из Француске. Синтелон је 2008. било најуспешније предузеће према величини зараде. Према речима Александра Конузина, руског амбасадора у Србији, Синтелон је 2009. било једно од ретких српских предузећа које је дугогодишњи инвеститор у његовој земљи.
Синтелон је био спонзор кошаркашког клуба Партизан у време кад је постао првак Европе 1992. године.